# Distretto di Mashike
Il distretto di Mashike (増毛郡?) è uno dei distretti della Sottoprefettura di Rumoi, Hokkaidō, in Giappone.
Attualmente comprende il solo comune di Mashike.